# Joseph Bihn

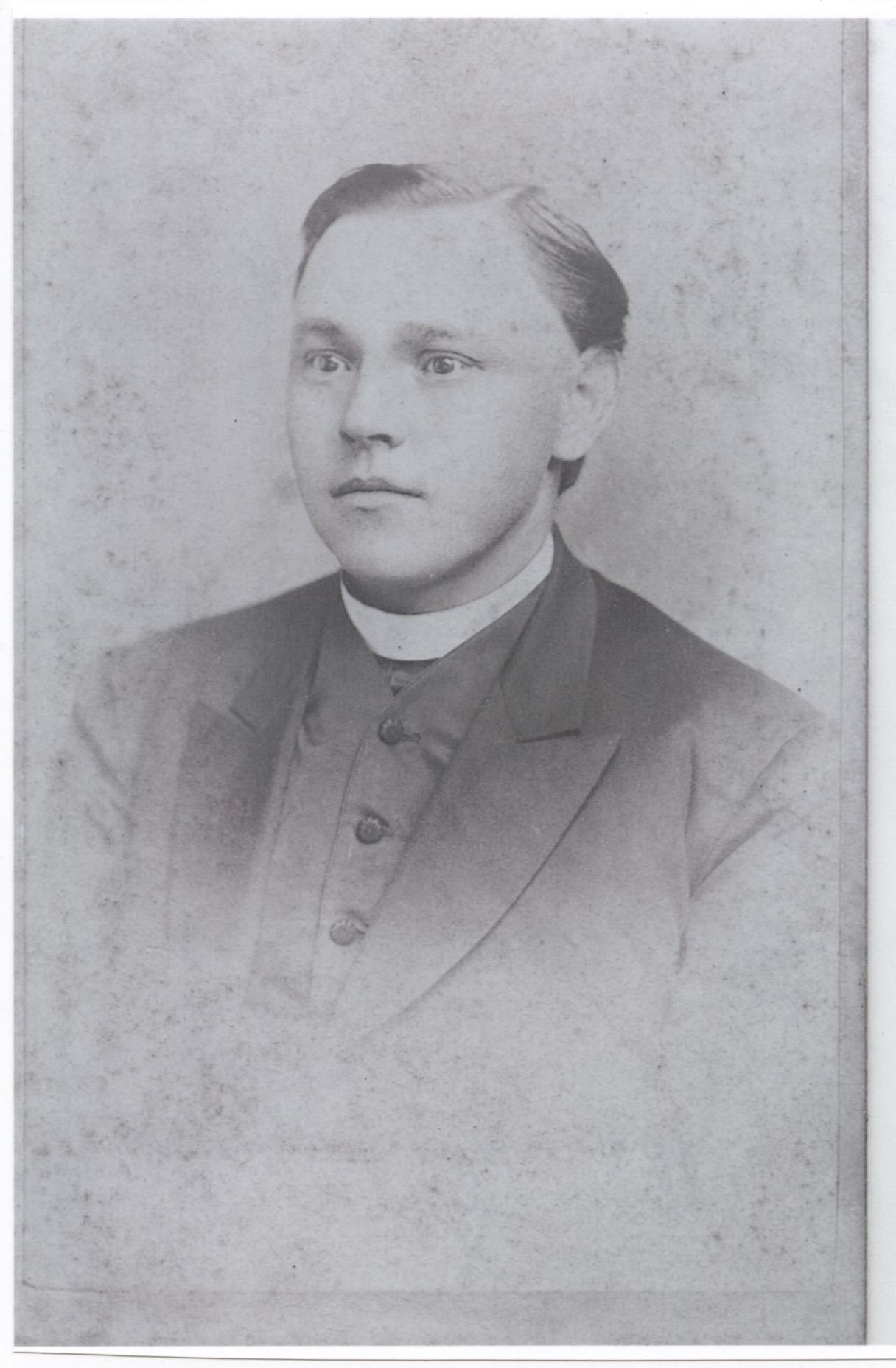
Joseph Bihn als junger Priester, um 1860

Joseph Bihn, getauft Joseph Ludwig Bihn (* 2. Januar 1822 in Dirmstein; † 17. August 1893 in Tiffin, Ohio), war ein katholischer Priester in der Diözese Cleveland (Ohio, USA). Als Pfarrer gründete er den bis heute existierenden Schwesternorden der Franziskanerinnen von Tiffin, der kirchenamtlich „O.S.F. Tiffin“ abgekürzt wird.

## Familie, Jugend und Auswanderung
Joseph Ludwig Bihn wurde in Dirmstein (Pfalz) als jüngstes von sieben Kindern – drei Jungen und vier Mädchen – der Eheleute Ludwig Bihn und Margaretha geb. Rothermel geboren. Der Vater war Schuhmacher. Mütterlicherseits war Bihn ein Ururenkel des Bauunternehmers Franz Rothermel, der in den 1740er Jahren den Neubau der örtlichen Laurentiuskirche ausgeführt hatte.
Über das frühe Leben Bihns ist nichts Genaues bekannt, wie ein 1942 in den USA erschienenes Büchlein über den von ihm gegründeten Orden konstatiert. Sicher ist lediglich, dass Bihn 1845, nach dem Tod seines Vaters und der älteren Schwester Catharina, mit seiner Mutter und seinen Schwestern Margaretha und Barbara nach York, Medina County (Ohio), emigrierte. Der Staat Ohio hatte damals einen überdurchschnittlich hohen deutschen Bevölkerungsanteil, und Josephs ältere Brüder Andreas und Antonius, von Beruf Schuhmacher wie der Vater, waren schon früher dorthin ausgewandert. Antonius Bihns Nachkommen leben bis heute in den USA. 1848 nahm Joseph Ludwig Bihn in Cleveland (Ohio) eine Beschäftigung als kaufmännischer Angestellter im Warenhaus Alcott, Horten & Company auf. Dort war er sehr beliebt wegen seines „freundlichen Wesens und anderer gediegener Qualitäten“.

## Berufliche Tätigkeit

### Pfarrer

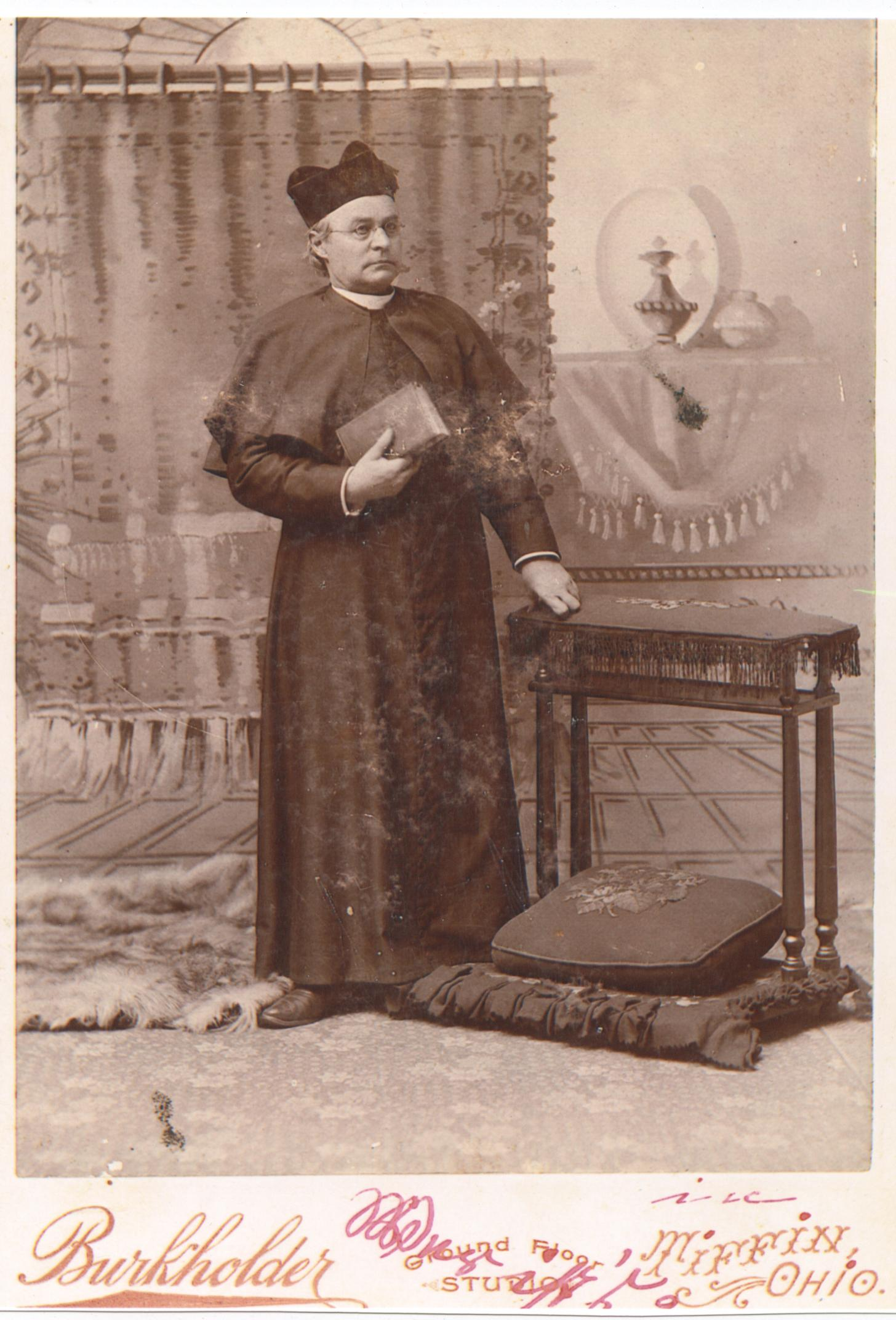
Joseph Bihn, aufgenommen in einem Photostudio in Tiffin, ca. 1875

Die Büroarbeit befriedigte den jungen Mann keineswegs, denn er verspürte in sich die Berufung zum Priestertum. In dieser Zeit lernte er Amadeus Rappe kennen, den ersten katholischen Bischof von Cleveland, dem er sich anvertraute und der ihn zu seinem Vorhaben ermutigte. Als Bihn nach vier Jahren von seinem geringen Gehalt genug gespart hatte, um ein Studium finanzieren zu können, trat er 1852 in das Priesterseminar St. Mary’s in Cleveland ein.
Sein Freund und früherer Mit-Seminarist Pfarrer Seraphin Bauer berichtete später, Bihn – damals bereits in fortgeschrittenem Alter – habe sich mit dem Lernen und Studieren sehr schwer getan. Auch nach dem Zeugnis anderer Zeitgenossen waren die Wissenschaften nicht Bihns Stärke, vielmehr sei er ein Mann des Gebetes gewesen, voller Liebe zu seinen Mitmenschen und mit glühendem Eifer in religiösen Dingen. Trotzdem absolvierte er alle vorgeschriebenen Studien erfolgreich, als Erwachsener, unter halb so alten Kameraden; dies war eine erstaunliche Leistung angesichts des Umstands, dass er beim Seminareintritt mit 30 Jahren erst einigermaßen flüssig Englisch sprechen und schreiben konnte.
Am 1. Juni 1856 erhielt er die Priesterweihe aus der Hand seines Freundes Rappe, des Bischofs von Cleveland. Dieser bestimmte Bihn bereits zwei Wochen später zum Pfarrer der St.-Josephs-Gemeinde in dem Städtchen Tiffin (Ohio). Die dortige Kirche, ein Backsteinbau von 1845, erwies sich als zu klein für die aufblühende Gemeinde, unter deren Mitgliedern sich auch viele deutsche Emigranten befanden. Die notwendige neue Kirche wurde ausschließlich durch Spenden finanziert. Durch Pfarrer Bihns geschickte Bauleitung konnte sie schon 1862 fertiggestellt und geweiht werden, ohne dass darauf die geringsten Schulden lasteten.

### Ordensstifter
Die sozialen Verhältnisse im Lande, geprägt durch viele entwurzelte Einwanderer aus Europa und durch Flüchtlinge und Waisen des Bürgerkriegs (1861–1865), ließen in Pfarrer Bihn den Entschluss reifen, etwas für die Waisenkinder und für die heimatlosen alten Menschen zu tun. Diese Idee nahm 1867 Gestalt an, und aus ihr resultierte auch die Gründung des Schwesternordens, der bis heute fortbesteht. Bischof Karl Joseph Alter von Toledo (Ohio), dessen neu gegründeter Diözese die Stadt Tiffin zu Beginn des 20. Jahrhunderts eingegliedert wurde, berichtete 1942 über die Anfänge von Pfarrer Bihns Lebenswerk:

„Das Jahr 1867 brachte den Katholiken von Tiffin (Ohio) die üblichen Probleme, die einer gewaltigen Vertreibung und Entwurzelung, ausgelöst durch einen schrecklichen Bürgerkrieg, folgen. Die schlimmen Folgen des Kriegs zwischen den Nord- und Südstaaten belegt u. a. der beachtliche Anstieg der Zahl jener hilflosen Kinder, die niemanden hatten, der sich um sie kümmerte. Aber der Krieg und die ihm unweigerlich folgende Notzeit bildeten nur einen Teil der Ursache des Problems. Tiffin war zu dieser Zeit – was man auch an den Mitgliedern der katholischen Gemeinde ablesen kann – eine typische Einwandererstadt. Hunderte von Neuankömmlingen, besonders aus den deutschsprachigen Gebieten Europas, waren in die Stadt und das Umland eingewandert. Oft wurden Kinder zu Waisen, oder die einfachen, hart arbeitenden Menschen verdienten wegen ihres Alters nicht mehr, und sie gerieten mit ihren geringen Ersparnissen, ohne Hoffnung auf Einkommen, unweigerlich ins Elend. Solche Probleme stellten sich dem Pfarrer von St. Joseph/Tiffin permanent in seiner Seelsorge. Bedrängt durch so viele dringende Bitten um irgend eine Form von caritativer Fürsorge, entschloss sich der Hochwürdige Herr Pfarrer Joseph Bihn von der St.-Josephs-Gemeinde in Tiffin, ein kombiniertes Heim zu gründen, ein Heim für beides, für Waisenkinder und für hilfsbedürftige alte Menschen. Ein solches Unternehmen würde sogar heutzutage noch als phantastisch gelten, und die fürchterlichen Schwierigkeiten einer solchen Gründung könnten selbst unter unseren jetzigen Verhältnissen die Mutigsten abschrecken. Trotzdem ließ sich Pfarrer Bihn mit seinem großen Vertrauen in die göttliche Vorsehung nicht entmutigen. Die normale Ausführung des Entschlusses wäre wohl die, dass man einen religiösen Orden, der sich auf solche Dinge versteht, zu Hilfe ruft und mit der Arbeit betraut. Dies versuchte vermutlich auch Pfarrer Bihn, wenngleich wir darüber keine sicheren Nachrichten haben. Jedenfalls entschloss sich unser Pfarrer stattdessen, nicht nur das besagte Heim zu gründen, sondern gleichzeitig eine religiöse Kommunität, einen eigenen Orden, bestehend aus Ordensbrüdern und Ordensschwestern, nach der Ordensregel des hl. Franziskus lebend.“

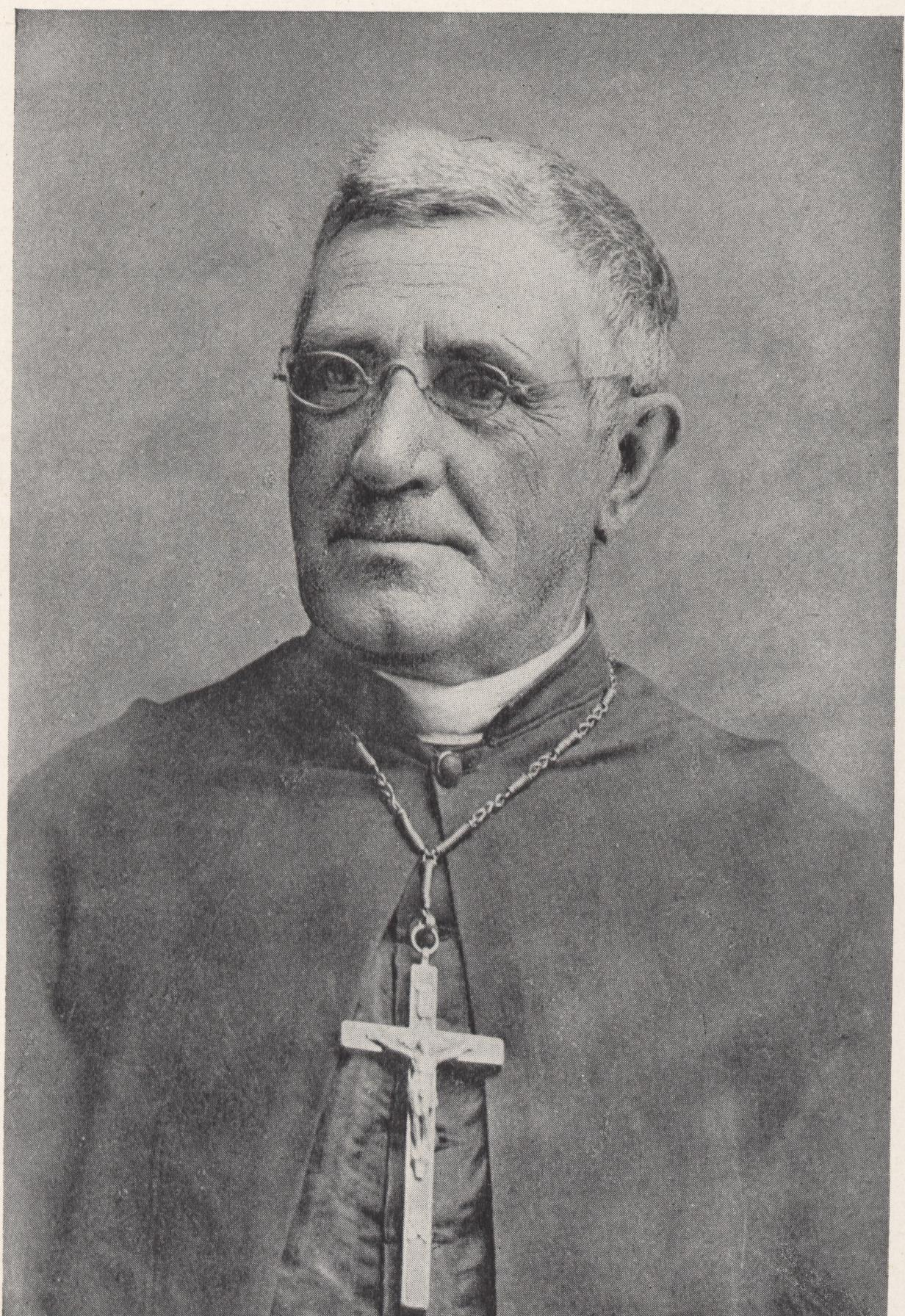
Joseph Bihn, Altersbild als Haupt seiner Ordensgemeinschaft, ca. 1890

Pfarrer Bihn erwarb am 9. November 1867 eine große Farm südöstlich von Tiffin. Dort gründete er sein Heim, und seine Ordensgemeinschaft ist dort bis heute ansässig. Anlässlich der Gründung des Instituts bat er die Mitglieder seiner Gemeinde um tatkräftige Mithilfe. Daraufhin bot eine fromme Witwe ihren und den Dienst ihrer Familie um Gotteslohn an. Es handelte sich um Mrs. Elisabeth Schäfer, ihren Vater Johannes Greiveldinger und um ihre beiden Töchter Anna Maria und Josephine. Sie verließen ihre eigene Farm, verkauften sie und schlossen sich am 1. März 1868 Pfarrer Bihn an, um in seinem Heim zu arbeiten. Der Priester gehörte, genau wie Frau Schäfer und ihre Familie, schon länger dem Dritten Orden der Franziskaner an. Der Dritte Orden ist ein Zusammenschluss von Personen, sogenannten „Terziaren“, die nicht in Klöstern, sondern in der Welt leben und den verschiedensten Berufen nachgehen können, sich jedoch aus Gründen tiefer Religiosität den (dafür etwas modifizierten) Ordensregeln der franziskanischen Orden unterwerfen, ohne Gelübde abzulegen und unter Sünde zur Einhaltung der Regeln verpflichtet zu sein. Es kommt vor, dass sich mehrere solcher Personen wiederum zu regelrechten Gemeinschaften zusammenfinden, meist um ihre religiöse Berufung gemeinsam noch besser leben und gute Werke, wie etwa Krankenpflege etc., gemeinschaftlich vollbringen zu können. Die Angehörigen solcher Gemeinschaften tragen gewöhnlich Ordenskleider, geben sich einfache franziskanische Ordensregeln, verpflichten sich unter Sünde zu deren Einhaltung und legen gemäß den von Christus ausgesprochenen „evangelischen Räten“ die Gelübde der Armut, der Keuschheit und des Gehorsams ab. Solche Angehörige des Dritten Ordens nennt man „Regularterziaren“, da sie im Gegensatz zu den einfachen „Terziaren“ gemeinschaftlich nach einer festen Regel leben.
Bihn erbat von seinem Freund, dem Bischof Rappe, die Zustimmung zur Gründung eines weiblichen Regularterziaren-Ordens, der speziell auf die Bedürfnisse seines Heimes zugeschnitten war. Der Bischof antwortete, dass er nicht nur die Gründung billige, sondern auch seinen innigsten Segen dazu erteile. So wurden Frau Elisabeth Schäfer mit ihrer Tochter Anna Maria die ersten Schwestern, und es baten gleichzeitig noch zwei weitere Pfarrangehörige, nämlich Frau Schäfers Schwägerin Maria Schäfer und Frau Kunigunde Schmidt, um Aufnahme in den Orden. Am Herz-Jesu-Fest, dem 4. Juni 1869, erfolgte die feierliche Einkleidung und die Ablegung der Ordensgelübde durch die ersten vier Schwestern. Das Amt der Oberin übernahm Frau Elisabeth Schäfer unter dem Namen „Mother Francis d’Assisi“. Ihre Tochter Anna Maria erhielt den Namen „Sister Sacred Heart of Jesus“, Maria Schäfer wurde „Sister Nativity“ und Kunigunde Schmidt „Sister Blessed Sacrament“ genannt. Der Orden wählte den bis heute gültigen Namen „Sisters of the Third Order of Saint Francis, of Penance and of Charity, Tiffin, Ohio“ (d. h. „Schwestern vom Dritten Orden des hl. Franziskus, von der Buße und der Nächstenliebe, Tiffin, Ohio“) und wurde am 2. Dezember 1869 auch offiziell vom Staat Ohio anerkannt.
Pfarrer Bihns visionäres Werk nahm im Laufe der Jahre einen mächtigen Aufschwung. Auf der ehemaligen Farm, nunmehr das St.-Francis-Heim, errichtete man mehrfach Neubauten und vergrößerte das Gelände beträchtlich. Die Existenz der Institution sprach sich herum, immer mehr Waisenkinder und Senioren kamen auch von weit her und fanden freundliche Aufnahme. Alle lebten wie eine große Familie. Die Ordensmitglieder brachten ihr persönliches Vermögen in das Werk ein, und es wurde schließlich auch eine Brüdergemeinschaft ins Leben gerufen, die jedoch nur wenige Jahrzehnte bestand und sich nach dem Tod des Gründers wieder auflöste. Die Schwestern versorgten Kinder und Alte, gaben Unterricht und tätigten mit den weiblichen Waisen die Hausarbeiten wie Kochen, Waschen und Putzen, wobei die alten Leute nach Kräften mithalfen. Die Brüder verrichteten zusammen mit den männlichen Kindern die notwendigen forst- bzw. landwirtschaftlichen Dienste, tätigten Bauarbeiten und hielten das Heim in Ordnung. Oft wurden sie unterstützt von Pfarrer Bihn persönlich, dem für seine Hilfsbedürftigen keine Arbeit zu schwer war. Man versorgte sich in fast allem selbst und war weitgehend autark nach außen. Gebet und Gottesdienste schweißten die Gemeinschaft unter ihrem Seelsorger auch im geistigen Leben zusammen. Teilweise blieben Waisenkinder später als Ordensmitglieder im Haus und dienten so den neuen Generationen von Hilfsbedürftigen. Seit 1871 unterrichteten die Schwestern auch außerhalb des Heimes in der St.-Nicholas-Schule in Frenchtown (Ohio). 1878 gab es 27 Schwestern, die 72 Waisenkinder und 23 Senioren betreuten. Im Jahre 1888 sorgte die Ordensgemeinschaft bereits für 215 Personen. Als im Jahre 1936 das St.-Francis-Waisenhaus in Tiffin wegen der veränderten Gesellschaftsverhältnisse schloss, zählte man mehr als 1700 Kinder, die dort gelebt hatten; die Zahl der bis zu diesem Zeitpunkt in dem (fortbestehenden) Altersheim versorgten Senioren lag bei etwa 700. Pfarrer Bihn ließ 1881 eine Heimkirche errichten und 1888 vergrößern. Damals bekam sie auch zwei neugotische Türme, die 49 Jahre lang das weithin sichtbare Wahrzeichen des St.-Francis-Heimes bildeten. Bei einem Tornado am 14. April 1937 wurden die Turmspitzen zerstört, so dass sich die Kirche heute mit zwei abgeflachten Turmstümpfen präsentiert.

## Tod und Fortdauer des Lebenswerks

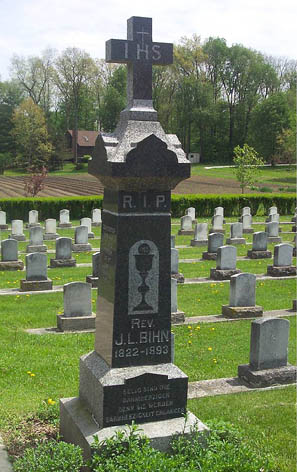
Grab Joseph Bihns auf dem Ordensfriedhof von St. Francis

Pfarrer Bihn starb am 17. August 1893 in St. Francis, Tiffin, nach zehntägigem Krankenlager, an Herz- und Altersschwäche. Auf dem Heimfriedhof fand er die letzte Ruhestätte. Seine einfache, demütige und selbstlos fromme Lebensführung wurde bei seinem Tode allgemein als heiligmäßig angesehen. Wenngleich bisher keine Heilig- oder Seligsprechung erfolgte, verehren die Franziskanerinnen von Tiffin ihren Gründer als himmlischen Fürsprecher und halten die Erinnerung an ihn wach. Auf dem Gelände des St.-Francis-Heimes richteten sie in einem ehemaligen Stallgebäude, das Pfarrer Bihn selbst gebaut hatte, ein kleines Museum ein, wo man z. B. den Schreibtisch und andere persönliche Gegenstände von ihm aufbewahrt. Die Klosterkirche besitzt noch einen von Pfarrer Bihn benutzten Messkelch, den er 1881 als Geschenk zum silbernen Priesterjubiläum erhalten hatte. Er wird nur zu ganz besonderen Feierlichkeiten der Ordenskommunität benutzt. Die Zeitung schrieb anlässlich von Pfarrer Bihns Tod: „Solange es Waisenkinder gibt, die erzogen und betreut werden müssen, solange Kinderheime fortbestehen und solange das große Herz der Menschheit gerührt ist vom Mitleid um heimatlose Kinder, genau so lange wird der Name Pfarrer Bihn unvergessen und geehrt bleiben im ganzen Nordwesten von Ohio.“
Die Franziskanerinnen aus Tiffin tragen das Werk Pfarrer Bihns weiter in unsere Zeit hinein. Wenn auch der allgemeine Niedergang der Ordensgemeinschaften nach dem II. Vatikanischen Konzil nicht spurlos an ihnen vorbeigegangen ist, so sind es doch immer noch 128 Schwestern, die im Sinne Pfarrer Bihns wirken; in den USA tun sie dies in der Altenpflege, im Dienste der Pfarreien, in der Erziehungsarbeit sowie im Bildungs- und Gesundheitswesen, in Mexiko auf einer Missionsstation in Chiapas.